# Jungle Fight 48
Jungle Fight 48 foi um evento de MMA, ocorrido no dia 25 de janeiro de 2013 no Ginásio da Portuguesa em São Paulo, São Paulo.
O evento será realizado no ginásio da Portuguesa, que recebeu o primeiro UFC no Brasil, em 1998, e é lembrado pelo rápido nocaute de Vitor Belfort em Wanderlei Silva.
A luta principal será entre o peso-leve catarinense Ivan Batman contra o baiano Lindeclercio "Brutus" Batista. Quem vencer será o primeiro desafiante ao cinturão da categoria contra o campeão, que por sua vez sairá do duelo, provavelmente em fevereiro, entre Lucio Curado e o americano Sean Cubby. Evento terá inicio GP dos galos para definir novo campeão da categoria. O Jungle Fight 48 abrirá o calendário da organização em 2013,  e terá sete lutas e será na data de aniversário da cidade de São Paulo.
Card – Jungle Fight 48
1 - Ivan "Batman’’ (Ataque Duplo / Thiago Tavares) x Lindeclercio " Bruto’’ Batista (Iron Xtreme) - 70 kg
2 – Jorge ‘’Michelan’’ (Check Mat) x Junior Alpha (Team Champions) - 84 kg
3 - Sergio Soares (Veras TK / Gracie Fusion) x Joel Iglesias ( (Peru) - 66 kg
4 - Douglas Bertazinni (CT Miguel Repanas) x Julio Rafael Rodrigues ( Gt Bronx's/ Nucleo ) - 77 Kg
5 – Junior Orgulho (Nordest Champion) x David Cubas (Peru) - 77Kg
6 - Mario Israel (Top Life-Amazonas) x Atila "Cowboy" Oliveira (Team Master) - 61 kg
7 – Renan "Pitbull" (Orlando Jr) x Fabio "Borracha" Lima (Bolado Team) – 61 kg